# Amt Ettenheimmünster
Das Amt Ettenheimmünster war in napoleonischer Zeit eine Verwaltungseinheit im Süden des Landes Baden. Es bestand von 1804 bis 1810.

## Geschichte
Das im mittleren Schwarzwald am Ettenbach gelegene, im Mittelalter gegründete Kloster Ettenheimmünster hatte stets in Verbindung zu den Bischöfen von Straßburg gestanden. Als Teil des Fürstbistums Straßburg war es Sitz eines Amtes, dem die Bewohner der umgebenden Ortschaften Münstertal (heute Ettenheimmünster), Münchweier, Schweighausen, Dörlinbach und Wittelbach unterstanden.
Mit dem Reichsdeputationshauptschluss von 1803 wurden sie der zum Kurfürstentum aufgewerteten Markgrafschaft Baden zugesprochen. Dessen Regierung ordnete sie, im Rahmen einer durch zahlreiche weitere Gebietsgewinne notwendig gewordenen neuen Verwaltungsgliederung des Landes dem Oberamt Mahlberg zu. Ergänzt um das ebenfalls neu zu Baden gekommene Dorf Wallburg entstand 1804 das, unter der Leitung des Amtmannes Reich, mit dem Titel eines Hofrates, stehende Amt Ettenheimmünster.
In Umsetzung des Novemberedikts von 1809 wurde das Oberamt Mahlberg Anfang 1810 aufgehoben. Das Amt Ettenheimmünster wurde aufgelöst, seine Ortschaften dem neu gegründeten Amt Ettenheim zugeteilt.

## Weitere Entwicklung
Aus dem Amt Ettenheim ging 1813 das Bezirksamt Ettenheim hervor. Es wurde 1924 aufgehoben und in das Bezirksamt Lahr eingegliedert. Dieses wurde 1939 in den Landkreis Lahr umgewandelt. Anfang 1973 ging er im neu gegründeten Ortenaukreis auf. Ettenheimmünster ist seit 1971 ein Stadtteil von Ettenheim.